# パソコン雑誌
パソコン雑誌（パソコンざっし、英: computer magazine(s)）、もしくはパソコン・PC 雑誌は、パーソナルコンピュータ（PC）類に関する様々な情報を提供する雑誌の総称である。かつては「マイコン雑誌」と呼ばれていたこともあった。

## 概要
英語圏では近年では、単に「computer magazine コンピュータ雑誌」と呼ぶことが一般的。もともとはpersonal computerという言葉はPCとも略され、PC magazine(s)という呼称もあったが、1982年にPC Magazineという雑誌が創刊されて固有名詞化したため、computer magazineと呼ぶのが一般的となっている。
パーソナルコンピュータに関する情報を中心に扱っているものを日本では「パソコン誌」や「パソコン・PC雑誌」などとカテゴライズして呼んでいる。誌名に「パソコン・PC」と謳っていても、かつては大型コンピュータ、スーパーコンピュータ、組み込みシステム、近年では各種携帯端末、タブレット、スマートフォンあるいはRaspberry PiやArduinoなどのシングルボードコンピュータ等々の情報もそれなりの量を扱っていることは多い。その配分は各雑誌ごとに異なる。
発行形態は、かつては紙の印刷のみであったが、インターネットが普及してからはe-mailという形で発行されるものも一部に登場した。現在では紙での発行に加えて、登録制の有料のweb公開、オンラインでの一般公開（広告収入やタイアップ方式）など、様々な刊行形態がある。

## 歴史
1966年には「ACS Newsletter」という会報が創刊された。ACSというのは「Amateur Computer Society」の略である。これが世界で最初の、アマチュアによるコンピュータ情報誌だとも言われている。 
1972年には、People's Computer Company Newsletter（以下、PCCN）が発行されはじめた。発行元のPeople's Computer Companyは、1970年代初頭にデニス・アリソン、ボブ・アルブレヒト、ジョージ・ファイアドレイク（George Firedrake）らによってカリフォルニア州メンローパークで設立された。デニス・アリソンはコンピュータ・サイエンスの専門家でスタンフォード大学で講師として勤務しており、1975年には、メモリー使用量が少ないBASICのための仕様を記述した（この仕様定義が後にTiny BASICとなった）。その後アリソンは、1975年にPCCNにおいて自身のTiny BASICに関するさまざまな成果を公表した。
なお、アルブレヒトはAltair 8800についてレビュー記事をPCCNに掲載するため、ホームブリュー・コンピュータ・クラブに、そのAltair 8800を持ちこんだ。1975年3月15日には、ホームブリュー・コンピュータ・クラブの方でも会報の創刊号が発行された。それは形を変えつつ、1977年12月の21号まで続いた。日本でも1976年に星正明が『I/O』を創刊した。

## 日本のパソコン雑誌

### 黎明期
日本でのパソコン雑誌の黎明期は1976年に星正明が『I/O』（工学社）を創刊したことに始まると言える。そして、そこからスピンアウトした西和彦が1977年に『月刊アスキー』（アスキー出版）を創刊、同1977年に『月刊マイコン』（電波新聞社）、1978年に『RAM』（廣済堂）が創刊され、初期の４大総合誌が出揃っている。
国産初のパソコンとされる日立のベーシックマスターや、シャープのMZ-80Kの発売は1978年であり、それ以前の誌面に国産パソコンが登場することはなかった。この頃にはまだパソコンという言葉はなく、パソコン雑誌という言葉自体もなかった。
この時期の雑誌はハードウェアに関する記事、プログラムのリスト、アルゴリズムの研究などが紙面の中心であった。市販ソフトウェアはまだまだその数は少なく、紹介記事もそれほど多くはなかった。この頃にはまだパソコンのビジネス利用も一般的ではなく（NECのPC-9801発売は1982年10月）、パソコンは基本的に趣味の分野であった。多くの読者が、雑誌に掲載されたプログラムリストやダンプデータを直接打ち込んで、ゲームなどを楽しんだりしていた。また掲載プログラムをカセットテープで通信販売するサービスも行われ、人気を博した。

### 発展期
パソコンを発売するメーカーが急速に増えた頃から、パソコン雑誌の発行部数も伸び、広告が増加したため分厚くなっていった。また、当時日本国内のパソコンは、各メーカー毎に独自のアーキテクチャであり、日本ソフトバンクによって『Oh!PC』『Oh!MZ』『Oh!FM』などの機種別雑誌が発行された（1982年頃）。少し遅れて、主としてビジネス利用向けの『日経パソコン』（日経BP社）、プログラム投稿に重点を置いた『マイコンBASICマガジン』（電波新聞社）、『TheBASIC』（技術評論社）、『PiO』（工学社）なども創刊された（1983年）。
この頃には、ソフトウェアは自分で開発したり、プログラムリストを打ち込んだりするものから、徐々に市販品を購入したり、フリーソフトを導入したりするものとなってきた。パソコン雑誌はこのようなソフトウェアの紹介をしたり、フリーソフトを収録したフロッピーディスクを綴じ込み付録とするようになった。また、ソフトウェア開発者を主な対象とする雑誌（『C MAGAZIN』（ソフトバンク）、Dr.Dobb's Journalなど）の創刊はこの頃である。『LOGiN』のように、技術情報誌から娯楽誌へと路線変更する雑誌もあり、多様化も進んでいった。
1995年にWindows 95が発売されると、パソコン利用者層の裾野が大きく広がることになり、初心者を対象に平易な表記を心がけた雑誌が登場するなど、パソコン雑誌の最盛期を迎える。またWindows 95によって、それまでより手軽にネットへの接続ができるようになったことにより、パソコン通信情報誌『月刊パソコン通信』（エーアイ出版）、『Networker Magazine』→『Networks』（アスキー）、『 ネットピア』（学習研究社）や、インターネット情報誌『Internet Magazine』（インプレス）、『OPENDOORS』（朝日新聞社）などが創刊された。雑誌の付録も、フロッピーディスクから容量の多いCD-ROMに変わった。

### 衰退期
インターネットの普及により、パソコンに関する情報を得る手段はパソコン雑誌からインターネットに取って変わられることになった。雑誌に載るような情報の多くがインターネット上でより早く無料で入手できるようになり、パソコン雑誌の役割は一部の読者向けを除きほとんど失われたと言える。その結果、ただでさえ不況による雑誌の売上げが激減している中で、多くのパソコン雑誌はますます読者を減らすことになった。
また、不況の影響により企業からの広告の出稿が減り、読者が減ることでさらに広告が減るという悪循環も生じた。多くのパソコン雑誌が休刊に追い込まれることとなった。
この他、雑誌巻末部分などに積極的に広告を出していたパソコンショップが規模の大小問わず大型家電量販店による淘汰に呑まれ、業界自体のレガシービジネス化が進んだ事による広告料収入の激減も衰退原因の一つに挙げられる。また、ブロードバンド時代の到来により、付録CD-ROMによるソフトウェアの配布についても、時間やコストを掛けずに入手可能となったことにより、ナローバンド時代ほどの需要を見いだせなくなり、衰退に拍車を掛けた。
Windows 95登場の頃から激増した「パソコンマニアではない普通のパソコン利用者」が消費者層に大きく食い込んできた事により、読者に占めるエンドユーザーの割合が激増し、プログラミング中心の雑誌も存在が埋没、やがて出版社から見切られて休刊・廃刊が相次いだ。また、ゲームソフト関連のマニア、いわゆるゲーマー傾向の強い読者層のパソコン雑誌離れも早い時期に起こった。パソコンOSのGUI化が普及するよりも早く、家庭用ゲーム機は飛躍的に性能や機能が向上した。ゲームソフトのクォリティは、パソコンのものよりも、いわゆるコンシューマ・ゲーム機の方が高くなり、ゲーム雑誌と呼ばれる雑誌が続々と創刊された。
これらの状況のため、パソコン雑誌を中心とする出版社は経営難となり、エクスメディアなどのように経営破綻や、アスキーがアスキー・メディアワークスに救済合併されるなどの例が見られた。なお1990年代末から2000年代にかけて、パソコン雑誌を出自としたIT系ニュースサイトが出版社によって設立され、雑誌と並行してウェブメディアを運営する動きもあらわれ、雑誌という形態にとらわれずに生き残る方法を模索する試みも行われた。また「iNTERNET magazine」（インプレス）・「PC USER」（ソフトバンク 出版事業部）などのように、休刊時に雑誌を自社のウェブメディアに統合する動きもあった。

## メディア媒体

### 雑誌
Windows 95の発売により、パソコンは一般家庭に広がり、パソコン雑誌は、内容、読者とも、多様な広がりを見せるようになった。いわゆる初心者向け、オフィスワークを念頭においたMS-Officeの特集を中心としたもの、ソフトウェア開発者向けにプログラミングのノウハウを中心としたもの、システム構築を扱ったもの、新発売のハード・ソフトをいち早く紹介してそれらを読者が購入する際の情報源となるもの、果てはオンラインソフトウェアを大量に収録して購買に結びつけるものもある。
また、扱うOSもWindowsから、Macintosh、Linuxなど、Windowsでもコンシューマー向けのバージョンから企業向けのサーバ用バージョンのものまで、利用者のニーズにあった雑誌が作られてきた。また、一部雑誌は各種ソフトウェアを収録したCD-ROM、あるいはDVD-ROMをつける雑誌もあり、これが読者の購買意欲を煽ると共に、ソフトウェアの流通を促してきた。
刊行中（定期刊）
- 日経PC21（日経BP）
- 日経パソコン（日経BP）
- 日経ソフトウエア（日経BP）
- Mr.PC（晋遊舎）
- Mac Fan（マイナビ出版）
- Software Design（技術評論社）
- Interface（CQ出版）
- I/O（工学社）

### ウェブ
- ASCII24（アスキー）- 現在はASCII.jpに統合。
- iNTERNET Watch（インプレス）- 当初は有料メールマガジンとしてサービス開始。現在はINTERNET Watchに改名。
- nikkei BPnet（日経BP）- 日経xTECHの前身。
- MYCOM PC WEB（毎日コミュニケーションズ）- 現在のマイナビニュース。
- ZDNet Japan（ソフトバンク 出版事業部）- ITmediaの前身。現在のZDNet Japanとは異なる。